# 케이시 시마즈코
케이시 시마스코(Casey Siemaszko, 1961년 3월 17일 ~ )는 미국의 배우, 성우이다.
시카고에서 태어났다. 배우 니나 시마스코의 오빠이다.

## 출연 작품
- 킬링 케네디 (2013년) - 잭 루비 역
- 왈칭 안나 (2006년)
- 크루 (2000년)
- 인베스티게이터 (1999년)
- 림보 (1999년) - 바비 가스티노 역
- 센트리 스톰 (1999년)
- 블리스 (1997년)
- 팬텀 (1996년)
- 미스트라이얼 (1996년)
- 블랙 스콜피온 (1995년)
- 나폴레옹 (1995년)
- 밀크 머니 (1994년)
- 토마토 공장에서 생긴 일 (1994년)
- 생쥐와 인간 (1992년)
- 탈주자(영어판) (1991년)
- 베스트 셀러 만들기 (1991년)
- 겁주는 여자들 (1990년) - 콜린 역
- 작은 도둑 큰 도둑 (1989년)
- 빽 투 더 퓨쳐 2 (1989년)
- 총각 쫄병 (1988년)
- 영 건 (1988년) - 찰리 역
- 3시의 결투 (1987년) - 제리 밋첼 역
- 병사의 낙원 (1987년)
- 보이스 타운 (1986년)
- 스탠 바이 미 (1986년) - 빌리 테시오 역
- 시크릿 어드마이어 (1985년) - 로저 역
- 빽 투 더 퓨쳐 (1985년) - 3-D 역
- 크레스 (1983년) - 더그 역

### 텔레비전
- 데미지 시즌1 (2007년)
- 법과 질서 (1990년)
- 킬링 케네디
- 센트리 스톰
- 뉴욕경찰 24시